# Aartsbisdom Atlanta
Het aartsbisdom Atlanta (Latijn: Archidioecesis Atlantensis; Engels: Archdiocese of Atlanta) is een metropolitaan aartsbisdom van de Rooms-Katholieke Kerk in de Amerikaanse staat Georgia die 69 county's in het noorden van de staat omvat. De zetel van het aartsbisdom is in de stad Atlanta. De aartsbisschop van Atlanta is metropoliet van de kerkprovincie Atlanta, waartoe ook de volgende suffragane bisdommen behoren:
- Bisdom Charleston
- Bisdom Charlotte
- Bisdom Raleigh
- Bisdom Savannah

## Geschiedenis
Het aartsbisdom ontstond op 2 juli 1956, als het bisdom Atlanta, toen het bisdom Savannah-Atlanta werd opgedeeld, en was suffragaan aan het aartsbisdom Baltimore. In 1959 telde het bisdom 24.414 katholieken in 26 parochies (1,4 % van de totale bevolking). Op 10 februari 1962 werd Atlanta verheven tot aartsbisdom, met Charleston, Charlotte, Raleigh en Savannah als suffragane bisdommen.

## Bisschoppen
- 1956-1961: Francis Edward Hyland

### Aartsbisschoppen
- 1962-1968: Paul John Hallinan
- 1968-1887: Thomas Andrew Donnellan
- 1988-1990: Eugene Antonio Marino SSJ
- 1990-1992: James Patterson Lyke OFM
- 1993-2004: John Francis Donoghue
- 2004-2019: Wilton Daniel Gregory
- 2020-heden: Gregory John Hartmayer

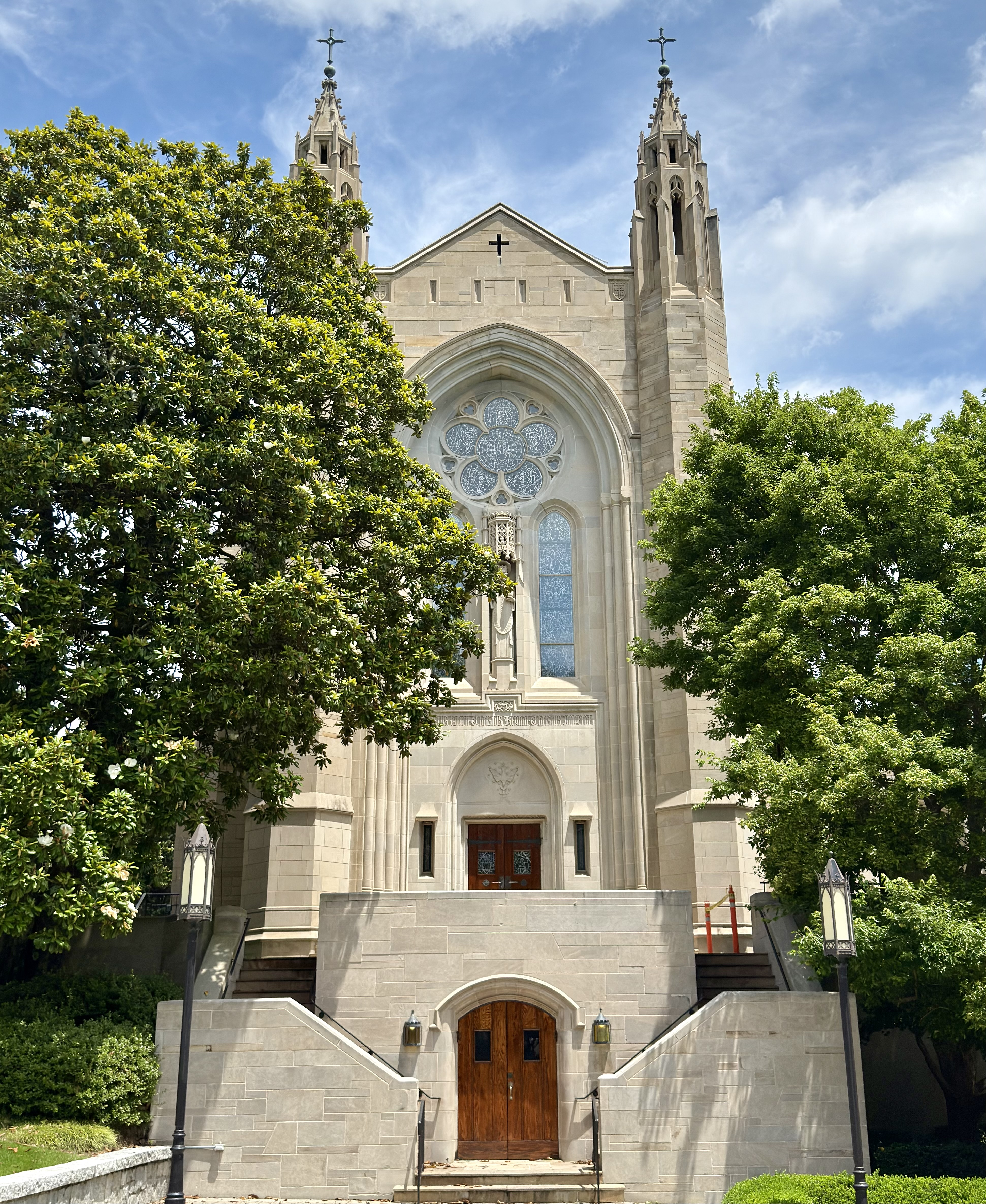
Kathedraal van Atlanta
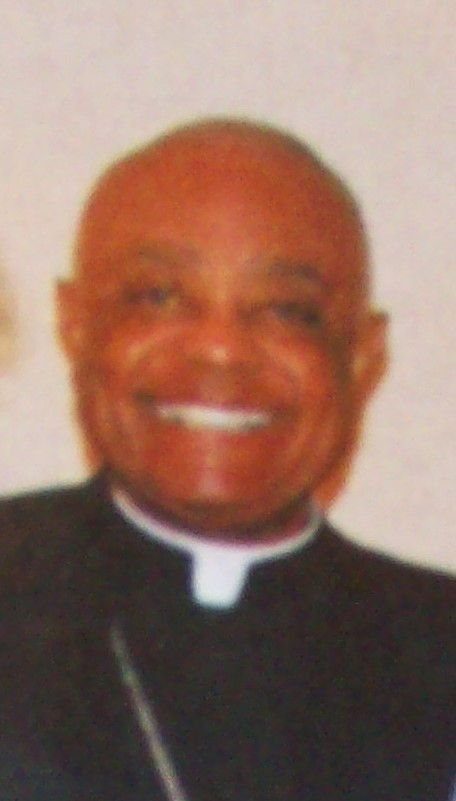
Aartsbisschop Wilton Daniel Gregory